# يوليسيس دوف
يوليسيس دوف (بالإنجليزية: Ulysses Dove)‏ هو مصمم رقص أمريكي، ولد في 17 يناير 1947 في كولومبيا في الولايات المتحدة، وتوفي في 11 يونيو 1996 في مانهاتن في الولايات المتحدة.

## وصلات خارجية
- يوليسيس دوف على موقع IMDb (الإنجليزية)